# Aktivierende Sozialhilfe
Das Modell der aktivierenden Sozialhilfe sah in den 2000er Jahren anstatt der Gewährung von Lohnersatzleistungen (Arbeitslosengeld) eine finanzielle Unterstützung von Beschäftigten im neu zu schaffenden und zu fördernden Niedriglohnbereich vor. Das Konzept enthält drei wesentliche Elemente:
- eine Absenkung der Sozialhilfe für erwerbsfähige, aber nicht erwerbstätige Sozialhilfeempfänger,
- einen Bonus für Erwerbstätige im Niedriglohnsektor und
- die Verpflichtung des Staates allen arbeitslosen Sozialhilfeempfängern eine Beschäftigung im öffentlichen Bereich anzubieten.[1]

Das Modell stammt vom Präsidenten des Ifo Instituts Hans-Werner Sinn. Das Konzept der „aktivierenden Sozialhilfe“ stellte Hans-Werner Sinn (gemeinsam mit Christian Holzner, Wolfgang Meister, Wolfgang Ochel und Martin Werding) erstmals im Mai 2002 vor. Eine Neufassung des Konzepts legte das ifo-Institut kurz nach dem Amtsantritt von Angela Merkel als Bundeskanzlerin im Januar 2006 vor.

## Gedanklicher Grundansatz des Modells
Bis in die Mitte der 2000er Jahre stieg in Deutschland die Zahl der Arbeitslosen stetig an. Hans-Werner Sinn fand heraus, dass die Arbeitslosenquote bei Akademikern seit den 1970er Jahren annähernd konstant geblieben sei, während sich die Arbeitslosenquote von Menschen mit Berufsausbildung von 4 Prozent im Jahr 1975 bis zum Jahr 2004 auf 8 Prozent verdoppelt habe. Die weit verbreitete Erklärung, wonach die letztere Entwicklung (auch) auf eine zunehmende Automatisierung und den technischen Fortschritt zurückzuführen sei, hält Sinn für plausibel. Eine annähernde Vervierfachung der Arbeitslosenquote bei Menschen ohne Berufsausbildung jedoch (von 6 Prozent im Jahr 1975 auf 22 Prozent im Jahr 2004) habe in anderen OECD-Ländern nicht stattgefunden. 
Sinn zog daraus in den 2000er Jahren den Schluss, dass offenbar das aus seiner Sicht zu großzügige System der Lohnersatzzahlungen in Deutschland die Bildung eines Niedriglohnsektors für legale Arbeit verhindert habe. Dessen Existenz hielt er für die wichtigste Voraussetzung für eine höhere Beschäftigungsquote bei Geringqualifizierten. Sinn sah den Westen aufgrund einer immer heftiger werdenden Niedriglohnkonkurrenz vor enorme Probleme gestellt. Nach seiner Auffassung war es notwendig, durch ein Lohnergänzungssystem die Konkurrenzsituation zwischen dem Sozialstaat und privaten Arbeitgebern zu beseitigen.
Bereits im Juni 1999 hatten Gerhard Schröder und Tony Blair aus Anlass der Europawahl 1999 das sogenannte Schröder-Blair-Papier veröffentlicht, in dem vor allem ein Umbau des Sozialstaats von einem fürsorgenden in einen aktivierenden Sozialstaat gefordert wurde. Die ifo-Studien von 2002 und 2006 sind als Beiträge zu dem entsprechenden Diskurs zu betrachten. Der gedankliche Ansatz des Jahres 2002 ist insofern veraltet, als seit der Zusammenlegung der Arbeitslosenhilfe und der Sozialhilfe im Zuge der Hartz-Reformen kein erwerbsfähiger Sozialhilfeempfänger mehr sich „in einer Art Warteschlange hinter den Beziehern von Arbeitslosengeld und Arbeitslosenhilfe einreihen“ muss.

## Kritik am früher bestehenden Lohnersatzsystem
Am vor dem Amtsantritt von Bundeskanzler Gerhard Schröder bestehenden Sozialhilfesystem kritisierte Sinn insbesondere dessen beschäftigungshemmenden Effekt. Lohnverhältnisse, die auch mit aufstockendem ALG II ein Nettoeinkommen nur geringfügig über Sozialhilfeniveau schaffen, seien durch das bestehende Lohnersatzsystem de facto nicht zustande gekommen. Dies ist für Sinn der Hauptgrund für die im internationalen Vergleich signifikant hohe Arbeitslosenquote von Geringqualifizierten in der Mitte der 2000er Jahre.

## Das Modell der aktivierenden Sozialhilfe
Statt des im Wesentlichen bestehenden Lohnersatzsystems sieht die aktivierende Sozialhilfe ein Lohnergänzungssystem vor. Nimmt nach Einführung des Systems ein bisher Arbeitsloser eine Beschäftigung im Niedriglohnbereich auf, so erhält er dennoch weiterhin eine staatliche Unterstützung. Diese Unterstützung sinkt zwar mit steigendem Einkommen, stellt aber in jedem Fall sicher, dass jemand, der arbeitet, deutlich besser gestellt ist als jemand, der nicht arbeitet, sofern er bedürftig ist (also nicht im Sinne des Subsidiaritätsprinzips die Möglichkeit und die Pflicht hat, auf andere Weise sein Einkommen legal aufzustocken). Insofern funktionieren die Ergänzungsleistungen wie eine negative Einkommensteuer. Gelingt es dem so Geförderten nicht, ein höheres Einkommen zu erzielen, wird die Förderleistung dem erwerbstätig Bleibenden unbefristet als Dauerleistung gewährt. Gleichzeitig werden die staatlichen Sozialleistungen für erwerbsfähige Menschen, die als nicht arbeitswillig bewertet werden, deutlich gesenkt, und zwar im Vergleich zum früher bestehenden System um 30 Prozent.
Damit diese Senkung wirklich nur „Arbeitsunwillige“ trifft und die verfassungsmäßig geforderte Solidarität weiterhin gewährleistet ist, verpflichten sich die Kommunen, jedem, der Bedarf zeigt, eine Beschäftigung in kommunaler Regie anzubieten, welche in Höhe des bisherigen ALG II entlohnt wird, sodass die so Beschäftigten nicht mehr verdienen als im Niedriglohnsektor. Dabei können die kommunalen Beschäftigten unter Einschaltung von privaten Zeitarbeitsfirmen in die Privatwirtschaft verliehen werden.

Abbildung 1 zeigt für das Modell 2006 die Wirkung auf die Nettoeinkommen je Monat in Relation zu Bruttolöhnen incl. Arbeitgebersozialbeiträgen, die tatsächlichen Arbeitskosten also. Man sieht, wie die nach Abzug von Sozialbeiträgen und Steuern verbleibenden eigenen Nettoeinkommen (blau) zum verfügbaren Einkommen zum Kombilohn (blau-rot) aufgestockt werden. Zum Vergleich ist das Nettoeinkommen bei ALG II (grün-gestrichelt) dargestellt.

Abbildung 2 zeigt, welchen Nettoeinkommensgewinn ein Arbeitnehmer je nach Bruttostundenlohn bei Ganztagsjobs erhält, also den Nettogewinn durch Arbeitsaufnahme. Im Bereich bis 11 Euro ergibt sich dabei eine Verdreifachung des Arbeitsanreizes.

Abbildung 3 zeigt, wie durch die damit mögliche Lohnsenkung die Arbeitsnachfrage steigt und neue Jobs entstehen. Die Bruttolöhne der vorhandenen Niedriglohnarbeitsplätze sinken dabei. Die Nettoeinkommen würden wegen des Kombilohneffektes der Aktivierenden Sozialhilfe jedoch eher steigen.
Langfristig prognostizierte in den 2000er Jahren das ifo-Institut durch die aktivierende Sozialhilfe Beschäftigungschancen für 3,2 Millionen Menschen.
Außerdem hätte die Umsetzung des Modells nach Berechnungen des Instituts erhebliche Einsparungen gegenüber dem abzulösenden System bedeutet, welche mittelfristig von 7,7 Mrd. Euro und langfristig bei 21 Mrd. Euro hätten liegen können.

## Modifikationen
Sinn sah auch eine Modifikation des Systems vor, indem der Einstieg auf dem Niveau des Existenzminimums stattgefunden hätte. Damit wäre man den Konzepten der bedingungslosen Grundeinkommen nahegekommen. Diese Modifikationen hätten allerdings alle bei weitem nicht den gleichen Arbeitsanreiz bieten können. Sinn glaubte, dass ohne seine Pläne eine Überwindung der hohen Arbeitslosenquoten der 2000er Jahre nicht möglich sei.

## Kritik
Regina Konle-Seidl stellte bei ihren Recherchen über die Wirkung staatlicher Maßnahmen zur Aktivierung von Erwerbslosen im internationalen Vergleich 2008 fest, dass „die Überprüfung der faktischen Verfügbarkeit, der potentiellen Beschäftigungsfähigkeit und der tatsächlichen Erwerbsfähigkeit eine wichtige Voraussetzung erfolgreicher Aktivierungspolitik darstellt.“ Auch wenn man niedrige Marktlöhne zuließe, bliebe es also z. B. schwierig, Kinderbetreuungsprobleme bei Alleinerziehenden, Beeinträchtigungen wie Analphabetismus sowie gesundheitliche Beeinträchtigungen unterhalb der Schwelle der Erwerbsunfähigkeit so zu behandeln, dass alle im Prinzip Erwerbsfähigen einen Arbeitsplatz erhalten könnten.
Thomas Straubhaar gibt zu bedenken, dass durch die digitale Revolution eine Vielzahl von Tätigkeiten überflüssig werde und die gesellschaftlich notwendige Arbeitszeit drastisch sinken werde. Unter diesen Bedingungen sei es kontraproduktiv, Menschen zu zwingen, das Arbeitsangebot noch zu erhöhen und zu sehr niedrigen Löhnen zu arbeiten. Auf den Einwand, es gebe kaum jemanden, der freiwillig Toiletten reinigen oder Schweinen Gedärme entnehmen wolle, meint Straubhaar: „Gut so. Diese Menschen könnten nun [d.h. nach Einführung eines bedingungslosen Grundeinkommens] Nein sagen, die haben nicht mehr den materiellen Druck, arbeiten zu müssen. Heute erzwingt unser System durch materielle Not, dass Menschen Jobs annehmen, die eigentlich menschenunwürdig sind, die niemand gerne macht und die dennoch sehr schlecht bezahlt sind. Wir nehmen auch in Kauf, dass diese Menschen kürzer leben. Mit einem bedingungslosen Grundeinkommen aber hätten sie die Wahl. Die Folgen: Arbeitgeber müssen sich überlegen, ob Maschinen oder Roboter den Job erledigen können und ihre Prozesse schneller verändern. Da bietet die Digitalisierung eine historische Chance. Wenn wir die nicht nutzen, ist das eine Sünde. Falls das nicht möglich ist, müssen die Löhne für diese Jobs steigen, damit Menschen bereit sind, für ein paar Stunden Dinge zu tun, die sie heute gegen ihren eigentlichen Willen ein ganzes Leben lang machen müssen.“